# Jarmila Hellichová
Jarmila Hellichová (18. srpna 1889 Poděbrady – 24. února 1986 Poděbrady) byla česká lékařka, sokolská funkcionářka a podporovatelka poděbradského muzea. Byla první a dlouho jedinou dětskou lékařkou na Poděbradsku.

## Život
Pocházela z významné poděbradské rodiny Hellichů. Jejími rodiči byli lékárník a zakladatel Polabského muzea Mag. Ph. Jan Hellich a Růžena Hellichová (roz. Havlíková), dcera poděbradského soudce. Narodila se jako páté ze šesti dětí Hellichových v bytě nad jejich lékárnou v domě na náměstí č.p. 33/I. Měla sourozence Karla, Marii, Bohumila, Miladu a Jaromíra. Po absolvování měšťanky v Poděbradech nastoupila na Vyšší dívčí školu v Praze. Když bylo Jarmile 14 let, zemřela jí matka a ona se vrátila do Poděbrad, aby pomohla sestře Miladě s vedením otcovy domácnosti. V té době ji ovlivnil tradiční zájem rodiny Hellichů o archeologii. Otci pomáhala se zpracováním nálezů z archeologických vykopávek, studovala literaturu a účastnila se debat s dalšími vědci. Dlouhodobě byla velkou podporovatelkou poděbradského muzea.
Od roku 1907 byla aktivní sokolkou a roku 1913 se dokonce stala náčelnicí místní sokolské jednoty. Zájem o tělovýchovu ji přivedl k tomu, že se chtěla stát středoškolskou profesorkou tělocviku. Vše ale zhatila první světová válka, neboť když roku 1915 složila lycejní maturitu, tělocvičný kurz nebyl otevřen (kurz nakonec absolvovala až během studií medicíny a získané zkušenosti využila v Sokolu). Roku 1917 maturovala na pražské Minervě a měla zájem o studium historie, nakonec se však po dohodě s rodinou rozhodla pro medicínu. V tomto rozhodnutí ji podporoval také strýc MUDr. Bohuslav Hellich, tehdy ředitel bohnické léčebny.
Již během studia si jako svou specializaci vybrala pediatrii. Na medicíně promovala roku 1923. Poté do roku 1926 pracovala v České dětské nemocnici v Praze. Poté se vrátila zpět do Poděbrad, kde se stala první lékařkou-ženou a také první venkovskou lékařkou. Roku 1926 otevřela ordinaci v přízemí domu svého švagra Ing. Jana Friče ve dnešní Palachově ulici č.p. 425/22. Založila Poradnu pro matky a děti, pro kterou se podařilo postavit dům v ulici Na Dláždění (později přeměněn na dětské zdravotní středisko). Opět se také zapojila do činnosti poděbradského sokola, byla cvičitelkou, organizovala všemožné akce, vedla kroniku, spravovala archiv a v letech 1932-1939 byla opět náčelnicí místní jednoty sokolské. Za druhé světové války pokračovala v lékařské praxi, zároveň se jako dlouholetá spolupracovnice muzea (i za války shromažďovala a pořádala muzejní sbírky) po smrti otce stala předsedkyní Muzejního spolku. Za německé okupace navzdory velkému riziku uložením na utajeném místě zachránila mnoho cenných sbírek před zničením.
Její život negativně ovlivnil komunistický převrat v únoru 1948. Její ordinace zrušena, takže v dalších letech ordinovala v dětském středisku Na Dláždění. Zároveň došlo k faktické likvidaci Sokola, jehož činnosti věnovala tolik energie. Roku 1956 sice byla oceněna titulem „Zasloužilý lékař“, zároveň však byl státem zrušen Muzejní spolek a při následné reorganizaci muzea z něj byla vyhnána. Vrátit se směla až v 60. letech a od té doby jej opět všemožně podporovala.
Svou lékařskou praxi ukončila roku 1960, kvůli nedostatku lékařů ale zůstala dalších pět let školní lékařkou. V průběhu 70. let 20. století následkem nemoci postupně oslepla. Ještě však stačila sepsat své paměti. Zemřela v Poděbradech roku 1986 ve věku nedožitých 97 let.